# Liste der ukrainischen Regierungen
Diese Liste enthält die bisherigen Regierungen der Ukraine, beginnend nach Erlangung der Unabhängigkeit der Ukraine.

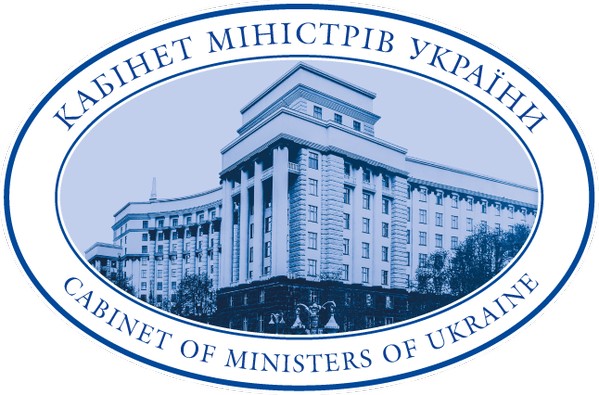
Logo des Ministerkabinetts der Ukraine

## Regierungen der Ukrainischen Republik
| Regierung                | von               | bis               | Regierungschef                 |
| ------------------------ | ----------------- | ----------------- | ------------------------------ |
| Kabinett Fokin           | 23. Oktober 1990  | 1. Oktober 1992   | Witold Fokin                   |
| Kabinett Kutschma        | 27. Oktober 1992  | September 1993    | Leonid Kutschma                |
| Kabinett Swjahilskyj     | September 1993    | Juni 1994         | Juchym Swjahilskyj (amtierend) |
| Kabinett Massol          | Juni 1994         | März 1995         | Witalij Massol                 |
| Kabinett Martschuk       | März 1995         | Mai 1996          | Jewhen Martschuk (amtierend)   |
| Kabinett Lasarenko       | Mai 1996          | Juli 1997         | Pawlo Lasarenko                |
| Kabinett Pustowojtenko   | Juli 1997         | Dezember 1999     | Walerij Pustowoitenko          |
| Kabinett Juschtschenko   | Dezember 1999     | Mai 2001          | Wiktor Juschtschenko           |
| Kabinett Kinach          | Mai 2001          | November 2002     | Anatolij Kinach                |
| Kabinett Janukowytsch I  | November 2002     | Januar 2005       | Wiktor Janukowytsch            |
| Kabinett Tymoschenko I   | Februar 2005      | September 2005    | Julija Tymoschenko             |
| Kabinett Jechanurow      | September 2005    | August 2006       | Jurij Jechanurow               |
| Kabinett Janukowytsch II | 4. August 2006    | 18. Dezember 2007 | Wiktor Janukowytsch            |
| Kabinett Tymoschenko II  | 18. Dezember 2007 | 3. März 2010      | Julija Tymoschenko             |
| Kabinett Asarow I        | 11. März 2010     | 24. Dezember 2012 | Mykola Asarow                  |
| Kabinett Asarow II       | 24. Dezember 2012 | 28. Januar 2014   | Mykola Asarow                  |
| Kabinett Jazenjuk I      | Februar 2014      | Oktober 2014      | Arsenij Jazenjuk               |
| Kabinett Jazenjuk II     | 2. Dezember 2014  | 14. April 2016    | Arsenij Jazenjuk               |
| Kabinett Hrojsman        | 14. April 2016    | 29. August 2019   | Wolodymyr Hrojsman             |
| Kabinett Hontscharuk     | 29. August 2019   | 4. März 2020      | Oleksij Hontscharuk            |
| Kabinett Schmyhal        | 4. März 2020      | 17. Juli 2025     | Denys Schmyhal                 |
| Kabinett Swyrydenko      | 17. Juli 2025     | im Amt            | Julija Swyrydenko              |